# Uniejów
Uniejów là một thị trấn thuộc huyện Poddębicki, tỉnh Łódźkie ở trung tâm Ba Lan. Thị trấn có diện tích 12 km². Đến ngày 1 tháng 1 năm 2011, dân số của thị trấn là 2922 người và mật độ 239 người/km².